# چاوک سینه‌حنایی
چاوک سینه‌حنایی (نام علمی: Ochthoeca rufipectoralis) نام یک گونه از سرده چاوک‌ها است.